# Hidden & Dangerous
Hidden & Dangerous là một game bắn súng chiến thuật lấy bối cảnh Thế chiến II được phát triển bởi Illusion Softworks và do Take-Two Interactive và TalonSoft phát hành cho Windows, Dreamcast, và PlayStation vào năm 1999. Bản port PlayStation của trò chơi được phát triển bởi Tarantula Studios. Nó được coi là một trong những game tiên phong của thể loại bắn súng góc nhìn thứ nhất theo chiến thuật.

## Lối chơi
Người chơi điều khiển một đội bốn thành viên thuộc lực lượng Quân đoàn Hàng không Đặc biệt (SAS) của Anh thực hiện một số nhiệm vụ quan trọng trong Thế chiến II. Trò chơi đưa ra tính năng lựa chọn người lính trước mỗi nhiệm vụ. Trình tự giảm tải toàn diện cũng có sẵn khi người chơi có quyền tiếp cận nhiều loại vũ khí và trang bị. Những lời chỉ dẫn về nhiệm vụ phác thảo các mục tiêu, trí thông minh về sức mạnh của kẻ thù và các kế hoạch được đề xuất về bước tiến quân. Trong quá trình thực hiện nhiệm vụ, người chơi có thể chỉ huy trực tiếp bằng cách chuyển đổi qua lại giữa các binh sĩ trong đội hình, ra lệnh bằng giọng nói hoặc bản đồ chiến thuật cho phép điều khiển thời gian thực hoặc điều động theo kế hoạch khi thoát ra khỏi bản đồ. Các nhiệm vụ bao gồm, phá hoại, tìm kiếm và phá hủy, giải cứu tù binh và hỗ trợ quân kháng chiến. Hidden & Dangerous có nhiều nhiệm vụ rải rác ở Ý, Nam Tư, Đức, Na Uy, Biển Bắc và Tiệp Khắc. Mặc dù có một số quyền tự do lịch sử được thực hiện với các nhiệm vụ và dòng thời gian thực tế của SAS, trò chơi vẫn giữ được độ chính xác về mặt lịch sử và bầu không khí căng thẳng, bao gồm cả vết thương thực tế khi các thành viên trong đội có thể bị thương nặng hoặc bị giết bởi ngay cả sự tiếp xúc ngắn với quân địch.

## Đón nhận
Hidden & Dangerous là một thành công thương mại, với 350.000 bản được bán trên toàn cầu vào tháng 5 năm 2000. Doanh số đã vượt qua một triệu bản vào năm 2007. Nó đặc biệt phổ biến ở Vương quốc Anh. Theo PC Gamer US, hầu hết thành công của trò chơi đều bắt nguồn từ thị trường châu Âu. Một cây bút của tạp chí đã viết rằng, "Trò chơi không may mắn ở Mỹ, nơi nó nhận được những đánh giá nồng nhiệt nhưng chịu đựng doanh số kém — một phần do sự cạnh tranh khốc liệt từ Rainbow Six, thiếu tùy chọn chơi mạng và tiếp xúc với mảng tiếp thị tương đối ít."
Các phiên bản PC và Dreamcast nhận được những đánh giá "trung bình" theo trang web tổng hợp kết quả đánh giá Metacritic.

## Hidden & Dangerous: Fight for Freedom
Một bản mở rộng đã được phát hành vào năm 1999, có tiêu đề Hidden & Dangerous: Fight for Freedom ở Anh và Hidden & Dangerous: Devil's Bridge ở Mỹ năm 2000. Bản này đã bổ sung thêm binh lính, vũ khí và nhiệm vụ mới ở các địa điểm mới bao gồm Ba Lan, Ardennes và Hy Lạp sau chiến tranh.

## Hidden & Dangerous Deluxe
Một phiên bản cập nhật đầy đủ của trò chơi, Hidden & Dangerous Deluxe, được phát hành miễn phí dưới dạng quảng cáo thương mại cho phần tiếp theo Hidden & Dangerous 2. Game vẫn có sẵn dưới dạng phần mềm miễn phí.